# Haemaphysalis tauffliebi
Haemaphysalis tauffliebi är en fästingart som beskrevs av Francisque Morel 1965. Haemaphysalis tauffliebi ingår i släktet Haemaphysalis och familjen hårda fästingar.
Artens utbredningsområde är Kamerun. Inga underarter finns listade i Catalogue of Life.